# العلاقات الجنوب إفريقية الجنوب سودانية
العلاقات الجنوب أفريقية الجنوب سودانية هي العلاقات الثنائية التي تجمع بين جنوب أفريقيا وجنوب السودان.

## مقارنة بين البلدين
هذه مقارنة عامة ومرجعية للدولتين:
| وجه المقارنة                                              | جنوب أفريقيا | جنوب السودان                  |
| --------------------------------------------------------- | --- | ----------------------------- |
| المساحة (كم2)                                             | 1.22 مليون | 619.75 ألف                    |
| عدد السكان (نسمة)                                         | 57.73 مليون | 12.58 مليون                   |
| الكثافة السكانية (ن./كم²)                                 | 47.32 | 20.3                          |
| العاصمة                                                   | بريتوريا، بلومفونتين، كيب تاون | جوبا                          |
| اللغة الرسمية                                             | لغة إنجليزية، اللغة الأفريقانية، اللغة النديبلي الجنوبية، اللغة السوثو الشمالية، اللغة السوتية، لغة سوازي، اللغة التسونجا، اللغة التسوانية، اللغة الفيندية، اللغة الكوسية، اللغة الزولوية | لغة إنجليزية                  |
| العملة                                                    | راند جنوب أفريقي | جنيه جنوب سوداني، جنيه سوداني |
| الناتج المحلي الإجمالي (بليون دولار)                      | 349.42 مليار | 2.90 مليار                    |
| الناتج المحلي الإجمالي (تعادل القوة الشرائية) بليون دولار | 725.91 مليار | 22.88 مليار                   |
| الناتج المحلي الإجمالي الاسمي للفرد دولار أمريكي          | 5.72 ألف | 73                            |
| الناتج المحلي الإجمالي للفرد دولار أمريكي                 | 13.05 ألف | 2.02 ألف                      |
| مؤشر التنمية البشرية                                      | 0.666 | 0.467                         |
| رمز المكالمات الدولي                                      | +27 | +211                          |
| رمز الإنترنت                                              | .za | .ss                           |
| المنطقة الزمنية                                           | ت ع م+02:00، أفريقيا/جوهانسبرغ ‏ | ت ع م+03:00                   |

## منظمات دولية مشتركة
يشترك البلدان في عضوية مجموعة من المنظمات الدولية، منها:
| علم المنظمة | اسم المنظمة                        | تاريخ انضمام جنوب أفريقيا | تاريخ انضمام جنوب السودان |
| ----------- | ---------------------------------- | ------------------------- | ------------------------- |
|             | مؤسسة التنمية الدولية              | 12 أكتوبر 1960            | 18 أبريل 2012             |
|             | يونسكو                             | 4 نوفمبر 1946             | 27 أكتوبر 2011            |
|             | وكالة ضمان الاستثمار متعدد الأطراف | 10 مارس 1994              | 18 أبريل 2012             |
|             | الأمم المتحدة                      | 7 نوفمبر 1945             | 14 يوليو 2011             |
|             | الاتحاد البريدي العالمي            | ?                         | ?                         |
|             | البنك الدولي للإنشاء والتعمير      | 27 ديسمبر 1945            | 18 أبريل 2012             |
|             | الاتحاد الدولي للاتصالات           | 1910                      | 3 أكتوبر 2011             |
|             | مؤسسة التمويل الدولية              | 3 أبريل 1957              | 18 أبريل 2012             |
|             | منظمة الشرطة الجنائية الدولية      | ?                         | ?                         |
|             | الاتحاد الأفريقي                   | 6 يونيو 1994              | ?                         |
|             | البنك الإفريقي للتنمية             | ?                         | ?                         |

## وصلات خارجية
- موقع وزارة الخارجية الجنوب أفريقية
- موقع وزارة الخارجية الجنوب سودانية